# Maciej Przepiera
Maciej Przepiera (ur. 1964 w Mosinie) – polski pisarz. 

## Życiorys
Studiował w Akademii Rolniczej w Poznaniu, gdzie w 1988 ukończył Wydział Technologii Drewna, specjalność chemiczna technologia drewna. Jego pierwsza książka nosiła tytuł "Trampolina"i dotyczyła tematyki uzależnienia alkoholowego. Została wydana w 2002 przez wydawnictwo Uraeus. W roku 2005 wydał drugą książkę pt. "Epidemia zamkniętych serc", która ukazała się w cyklu "Owocowa seria" wydawnictwa Prószyński i S-ka.
Drukiem ukazały się także opowiadania (m.in. Dwie choinki, Sansara).